# Bremerton
Bremerton is een stad in Kitsap County in de staat Washington, Verenigde Staten. De stad heeft 37.259 inwoners (2000) op een oppervlakte van 67,5 km². Het stadsdeel bevindt zich op het schiereiland Kitsap Peninsula, noordelijk van Sinclair Inlet en westelijk van Port Orchard. De stad wordt door de zee-engte van Port Washington Narrows verdeeld en wordt door twee bruggen verbonden.

## Economie
In Bremerton bevindt zich de marinewerf Puget Sound Naval Shipyard en is een buitenplaats van de marinewerf Kitsap. Bremerton is met Seattle met een vaarverbinding verbonden (ca. 50 min. vaartijd). Vele inwoners van Bremerton hebben op deze scheepswerf hun werk. Het stadje leeft dan ook van de scheepswerf, staalindustrie en de marineaccommodaties.

## Persoonlijkheden in Bremerton
- De jazzmuzikant Quincy Jones kwam als 10-jarige hierheen. Als tiener trof hij hier Ray Charles aan.
- Sciëntoloog-onderzoeker L. Ron Hubbard leefde hier in de latere jaren 1930 en de beginjaren van 1940 (hij bezocht er de Union High School).

## Plaatsen in de nabije omgeving
De onderstaande figuur toont nabijgelegen plaatsen in een straal van 8 km rond Bremerton.

## Geboren in Bremerton
- Judy Grable (1925–2008), worstelaar
- Mike Enzi (1944-2021), senator voor Wyoming
- Nathan Adrian (1988), zwemmer
- Logan Owen (1995), wielrenner